# Mexikanische Badmintonmeisterschaft 2009
Die Mexikanische Badmintonmeisterschaft 2009 fand in Guadalajara statt. Es war die 60. Auflage der nationalen Titelkämpfe von Mexiko im Badminton.	

## Sieger und Finalisten
| Disziplin    | Gold                                     | Silber                                 |
| ------------ | ---------------------------------------- | -------------------------------------- |
| Herreneinzel | Lino Muñoz                               | Job Castillo                           |
| Dameneinzel  | Victoria Montero                         | Naty Rangel                            |
| Herrendoppel | José Luis Gonzalez Alcantar Andrés López | Lino Muñoz Mandujano Mauricio Casillas |
| Damendoppel  | Victoria Montero Valeria Montero         | Naty Rangel Marisol Domínguez          |
| Mixed        | José Luis González Alcantar Naty Rangel  | David Melo Victoria Montero            |